# Shut Eye
Shut Eye è una serie televisiva statunitense del 2016 creata da Leslie Bohem. La prima stagione è stata trasmessa da Hulu il 7 dicembre 2016, mentre una seconda è stata ordinata il 20 marzo 2017 e trasmessa il 6 dicembre dello stesso anno. Il 30 gennaio 2018 Hulu ha annunciato la cancellazione della serie. In Italia è tuttora inedita.

## Trama
Los Angeles: Charlie è un falso medium che pratica la chiaroveggenza tra le mure domestiche, con l'aiuto della moglie Linda e della figlia: il loro giro d'affari è legato a quello di un clan rumeno che fa capo al sanguinario boss Fonso e alla madre Rita. Un giorno Charlie viene aggredito dal compagno di una sua cliente, a cui aveva rivelato una relazione extra-coppia. Il colpo alla testa che subisce porta Charlie ad avere delle allucinazioni e delle vere e proprie premonizioni. Questo aspetto lo impaurisce e al tempo stesso lo aiuta con gli affari. Mentre sua moglie Linda intrattiene una relazione appassionata con l'ipnostista Gina, e suo figlio Dick s'innamora della coetanea Emma, Charlie si rivolge ad una neuropsichiatra, la dott.ssa White, che con metodi poco ortodossi lo imbottisce di LSD per accelerare il suo complicato processo mentale.

## Episodi
| Stagione         | Episodi | Pubblicazione USA | Prima TV Italia |
| ---------------- | ------- | ----------------- | --------------- |
| Prima stagione   | 10      | 2016              | inedita         |
| Seconda stagione | 10      | 2017              | inedita         |